# Paternalizm
Paternalizm (z łac. pater ‘ojciec’ i gr. ismos ‘wiedza’) – traktowanie innej osoby podobnie, jak ojciec traktuje dziecko, ingerencja w działanie lub ograniczenie wolności innej osoby lub grupy, motywowane ich dobrem lub koniecznością ochrony. Jednostki, które otacza się paternalistyczną opieką, uznawane są za niezdolne do samodzielnego kierowania swoim postępowaniem i w konsekwencji wymagające pomocy i kontroli.

## Pojęcie paternalizmu
Istnieją różne definicje paternalizmu. Wspólnym mianownikiem różnych ujęć paternalizmu jest zastąpienie opinii jednej osoby opinią drugiej, ukierunkowane na pożytek tej pierwszej. Paternalizm jest przeciwieństwem liberalizmu głoszonego przez Johna Stuarta Milla, który uważał, że „ani osoba, ani grupa osób nie ma prawa powiedzieć innej istocie ludzkiej znajdującej się w latach dojrzałych, że nie wolno jej zrobić ze swoim własnym życiem i dla własnej korzyści tego, co mu się podoba”. Zarówno Mill, jak i inni myśliciele uważają, że paternalizm jest w pewnych sytuacjach dopuszczalny, jednak w każdym przypadku, gdy mamy do czynienia z takimi zachowaniami, niezbędne jest ich moralne uzasadnienie – konieczny jest standard lub zasada, która pozwoliłaby na legitymizowanie paternalizmu i nie wystarczy usprawiedliwienie, że chroni się osobę trzecią przed niekorzystnymi następstwami jej własnych decyzji. W nawiązaniu do tych poglądów Dennis F. Thompson definiuje paternalizm jako „nałożenie pewnych ograniczeń na prawa indywidualne w celu zapewnienia interesów osoby, której prawa są ograniczane”.
Zdaniem Geralda Dworkina paternalizm to „każda ingerencja w życie określonej osoby, przez działania uzasadniane wyłącznie dobrem, szczęściem, potrzebami, interesami i wartościami tej osoby, której wolność jest ograniczona”. Zdaniem autora niezbędnymi elementami paternalizmu są: wkroczenie w sferę czyjejś autonomii oraz „uzurpacja” do podjęcia decyzji w imieniu danej osoby albo przez powstrzymanie jej od podjęcia działań, na które się zdecydowała, albo przez przeszkodzenie w procesie, zgodnie z którym osoba doszła do określonego wniosku. Według Dworkina, aby nie dojść do absurdów, powinniśmy w każdej sytuacji oceniać, czy określone działanie (wpływ na drugą osobę) jest próbą zastąpienia jej opinii czy decyzji w interesie tej osoby, czy też w naszym własnym interesie.
Allen Edward Buchanan, odnosząc swoją definicję do stosunków między lekarzem a pacjentem, uznaje za paternalizm ingerencję w wolność działania człowieka, ingerencję w prawo do informacji przez wstrzymywanie informacji lub przekazywanie dezinformacji, kiedy takie zachowania rzekomo służą dobru tej osoby.
Nawet zwolennicy liberalizmu reprezentowanego przez Johna Stuarta Milla dopuszczają ingerencję osób trzecich, czy też państwa w ochronę interesów jednostek, kosztem wkroczenia w sferę ich wolności, co dotyczy m.in. ochrony dzieci, osób starszych, czy też osób umysłowo chorych. Otwarte pozostaje jednak pytanie Milla, postawione w traktacie O wolności, czy osoba trzecia może powiedzieć innej dojrzałej i w pełni świadomej osobie, że nie może robić ze swoim życiem tego, co chce dla swojej korzyści. Według Milla jedyną sytuacją, kiedy można narzucić takie ograniczenia, jest ta, gdy chcemy ochronić innych przed skutkami takich zachowań. Z kolei Gerald Dworkin wskazuje, że problem z paternalizmem polega na tym, że osoba, której wolność jest ograniczana” „ze względu na jej dobro”, nie musi uznawać takiego działania, jako działania na jej korzyść. Antypaternalizm Milla w odniesieniu do decyzji w pełni świadomego człowieka zawiera się w stwierdzeniu, że osoby trzecie, czyli osoby z zewnątrz, nie są w stanie określić trafnie, czego inni ludzie oczekują i co daje im satysfakcję i szczęście, twierdząc, że każda osoba jest najlepszym sędzią swoich własnych interesów. Mill uważał, że „jest częścią życia każdej osoby, która doszła do lat uznania, w których indywidualność tej osoby powinna królować i być niekontrolowana przez inną osobę lub społeczeństwo zbiorowo”. Zmuszanie osoby w pełni świadomej do określonych decyzji, nawet dla jej własnego dobra czy korzyści, jest ograniczeniem jej statusu, jako niezależnego podmiotu. Sama możliwość nieograniczonego wyboru, niezależnie od mądrości czy trafności tego wyboru jest dobrem samym w sobie. Możliwość autonomicznej decyzji oraz korzystanie i interpretowania pewnych zjawisk zgodnie z własnych doświadczeniami i widzeniem świata jest zarówno przywilejem, jak i właściwym uwarunkowaniem wieku dojrzałego.
Gerald Dworkin wyróżnia dwa rodzaje paternalizmu: miękki i twardy. Paternalizm miękki jest w pewnych sytuacjach potrzebny i celowy, a sytuacje te są uzasadnione ograniczoną świadomością osoby, do której odnoszą się działania paternalistyczne. Jeśli osoba jest świadoma tego, co się dzieje i konsekwencji działań, nie możemy jej zmusić do zmiany decyzji, ale zawsze mamy prawo upewnić się, czy decyzja jej jest w pełni zrozumiała. Z kolei paternalizm twardy to działania zmuszające jednostkę do określonego zachowania (nakazujące lub zakazujące działań), nawet jeżeli jej działania są w pełni świadome, a osoba ta zdaje sobie sprawę z niebezpieczeństw kryjących się za podjęciem danej decyzji i ich konsekwencji.
Zdaniem Wojciecha Brzozowskiego pojęcie dobra wspólnego to nie tylko uzasadnienie dla ograniczeń praw i wolności, ale przede wszystkim coś, z czego wszyscy mogą korzystać. Władza publiczna działająca na rzecz dobra wspólnego nie narzuca więc nikomu podzielanej przez jej piastunów koncepcji cnoty, unika paternalizmu i natrętnego promowania swych przekonań moralnych. Obcy jest jej żywioł wszechogarniającej jedności. Dobro wspólne wymaga, by wszyscy mieli jednakowe szanse realizacji swego modelu dobrego życia, a zatem – paradoksalnie – wymaga odrzucenia pokusy upowszechniania „wspólnych wartości”. Instrumentem realizacji tak sformułowanego zadania jest zaś prawo, które – choć często niedoskonałe – również stanowi przecież „dobro wspólne wszystkich obywateli Rzeczypospolitej”.

## Przykłady paternalizmu
Zjawisko paternalizmu występuje w wielu obszarach życia: w stosunkach rodzinnych, edukacji, polityce, medycynie.
- W socjologii – oznacza wywodzącą się z myśli Konfucjusza doktrynę ujmującą stosunki rodzinne i społeczne w sposób hierarchiczny,
- W stosunkach międzynarodowych – jest doktryną uzasadniającą dominację kolonialną jednych państw nad innymi. Jej przedstawicielami byli przede wszystkim konserwatyści pochodzący z krajów prowadzących ekspansję kolonialną (Wielkiej Brytanii, Francji, Niderlandów),
- W makroekonomii – jest doktryną uzasadniającą konieczność szerokiego ingerowania państwa w rynek, czego celem jest ochrona jednostek. Doktryna ta jest jedną z podstaw idei państwa opiekuńczego,
- W zarządzaniu – jest modelem kierowania firmą, w którym jej struktura organizacyjna ma opierać się na paternalizmie podobnym do paternalizmu w ujęciu socjologicznym, gdzie właściciel firmy jest jak jej ojciec, zaś pracowników traktuje jak swoją rodzinę.